# Aplidium circumvolutum
Aplidium circumvolutum är en sjöpungsart som först beskrevs av Sluiter 1900.  Aplidium circumvolutum ingår i släktet Aplidium och familjen klumpsjöpungar. Inga underarter finns listade i Catalogue of Life.